# Basuta
Basuta, arabisch الباسوطة, DMG al-Bāsūṭa, kurdisch Basûtê, ist ein Dorf südlich von Afrin im Gouvernement Aleppo im Nordwesten von Syrien.
Basuta liegt 45 Kilometer nordwestlich von Aleppo an der Straße, die über Dar Taizzah und am Simeonskloster vorbei bis Afrin führt. Nach Afrin sind es 12 Kilometer. Die Zufahrt zu den Tempelresten auf dem Hügel Tell Ain Dara zweigt 4 Kilometer nördlich ab. Eine Nebenstraße führt nach Osten in die Berge zum Dorf Kimar. Der Ort mit etwa 3000 Einwohnern liegt am Rand des nordsyrischen Kalksteinmassivs, am Übergang des fruchtbaren Afrin-Tales in die auf der Ostseite gelegene Lelun-Hügelkette (Dschebel Siman) mit kargen, von Kalksteinen durchsetzten Böden.
Das Flusstal ist dichter besiedelt und die Ortschaften in der Ebene sind durch eine Landwirtschaft mit Feldbewässerung hier wohlhabender als in den Hügelgebieten. Entlang des Afrin werden Getreide, Baumwolle, Melonen und anderes Gemüse angepflanzt, in höheren Lagen gedeihen Oliven. Basuta ist von Granatapfelplantagen umgeben. Der Ort hat seine eigene Karstquelle in den östlichen Hügeln, von der Wasser an die Hauptstraße zu einem Springbrunnen geführt wird. Die dortigen Restaurants sind bei Feiertagsausflüglern beliebt.
Die Bevölkerung der Region besteht mehrheitlich aus Kurden. Die Geschichte von Basuta reicht nach schriftlichen Quellen in die ayyubidische Zeit ins 12. Jahrhundert zurück, als erstmals auf einem kleinen Felshügel eine Zitadelle erwähnt wurde. Während des Osmanischen Reiches kontrollierten kurdische Lokalfürsten von der Burg aus die Region. Im 19. Jahrhundert verloren die lokalen Familien ihren Einfluss auf Kosten der Zentralregierung. Die Burg lag zu dieser Zeit bereits in Ruinen. Anfang des 20. Jahrhunderts wurden die Reste großteils abgetragen und zum Hausbau verwendet. Nur wenige Fundamentsteine der Burg blieben übrig.
Basuta ist nicht zu verwechseln mit Batuta, ein Ort der wenige Kilometer nordöstlich von Dar Taizzah in den Bergen liegt.